# Bernard McNally
Bernard Anthony McNally (ur. 17 lutego 1963 w Shrewsbury) – północnoirlandzki piłkarz występujący na pozycji pomocnika. Trener piłkarski.

## Kariera klubowa
McNally zawodową karierę rozpoczynał w 1980 roku w angielskim klubie Shrewsbury Town z Second Division. W 1984 roku oraz w 1985 roku zdobył z nim Puchar Walii. W 1989 roku spadł z zespołem do Third Division. Wówczas McNally odszedł z klubu. W bareach Shrewsbury zagrał w sumie 279 razy i zdobył 23 bramki.
Jego następnym zespołem został West Bromwich Albion, grający w Second Division. W 1991 roku McNally spadł z nim do Third Division. W 1993 roku awansował z nim do nowo utworzonej ligi Division One. Przez sześć lat rozegrał tam 156 spotkań i strzelił 10 goli. W 1995 roku przeniósł się do Hednesford Town, gdzie w 1997 roku zakończył karierę.

## Kariera reprezentacyjna
W reprezentacji Irlandii Północnej McNally zadebiutował 23 kwietnia 1986 roku w wygranym 2:1 towarzyskim meczu z Marokiem. W tym samym roku został powołany do kadry narodowej na Mistrzostwa Świata. Nie zagrał na nich jednak w żadnym pojedynku. Tamten mundial Irlandia Północna zakończyła na fazie grupowej. W latach 1986–1988 w drużynie narodowej McNally rozegrał w sumie 5 spotkań.